# Effie Trinket
Effie Trinket, es un personaje secundario de la serie de libros Los juegos del hambre, escrita por Suzanne Collins, y aparece en cuatro de los cinco libros de la serie (Los juegos del hambre, En llamas, Sinsajo y Amanecer en la cosecha). Fue la escolta y estilista de Katniss Everdeen y Peeta Mellark en los 74os Juegos del Hambre. 

## Biografía

### Primeros años
Effie fue criada junto a su hermana menor, Proserpina Trinket. Durante sus años escolares, fue la presidente del Grupo de Cohortes del Capitolio y fue la planificadora de actos sociales para los estudiantes. En su primer año de universidad, creó las Saturnales de Primavera, una fiesta celebrada una vez al año en el Capitolio, considerada por varios como «la mejor fiesta del año».
Effie ha insinuado que sus primeros años de vida en el Capitolio fueron difíciles, ya que la sociedad tenía una opinión negativa de su familia debido a que su tía abuela Messalina avergonzaba y «deshonraba el apellido Trinket».

### Amanecer en la cosecha
Su hermana Proserpina recibe un trabajo como parte del equipo de preparación de los tributos Distrito 12 que competían en los 50.° Juegos del Hambre. Proserpina llamó a Effie para pedirle ayuda cuando Magno Stift, el estilista, no se presentó para la noche de entrevistas a los tributos. Ella afirma que «con una actitud positiva ya se tenía el 97% de la batalla ganada».
Más tarde, Effie apoyó al tributo del Distrito 12 Haymitch Abernathy cuando llegó el momento de presentarlo como vencedor de los Juegos, a pesar de todo lo que éste había hecho para desafiar al Capitolio. También lo acompañó en la Gira de la Victoria, después de que su escolta, Drusilla Sickle, se rompiera la cadera.

### Los juegos del hambre
Veinticuatro años después, Effie trabajaba como escolta de los tributos del Distrito 12 para los Juegos del Hambre. Ella debía sortear los papeles con los nombres de los seleccionados en las cosechas. Effie, junto a Haymitch ahora como mentor de los tributos Katniss Everdeen y Peeta Mellark, los escolta hasta el Capitolio. Ella les cuenta sobre su rutina y actividades previas a los juegos.
Effie ayuda a Katniss a prepararse para su entrevista televisada con Caesar Flickerman, enseñándole a caminar con tacones, sentarse, sonreir y hablar como una dama.
Ella ayuda a Haymitch a obtener patrocinadores para Katniss y Peeta durante los juegos, y una vez que los dos salen como víctores, los acompaña de vuelta al Distrito 12.

### En llamas
Effie regresa al Distrito 12 para acompañar a Katniss y Peeta para la Gira de la Victoria y los acompaña durante toda la experiencia. Más tarde, dirige la sesión de fotos de Katniss para su boda con Peeta.
Effie se ve devastada cuando se anuncia que el segundo Vasallaje de los Veinticinco contaría con vencedores previos como tributos, ya que significaba que Katniss y Peeta se verían obligados a participar nuevamente en los 75.° Juegos del Hambre.
Junto a Haymitch, consigue grabaciones de los juegos previos donde habían participado sus competidores para ayudarlos a prepararse mejor. Después de que Katniss y Peeta tuvieran su entrevista con Caesar Flickerman, se le exige a Effie que abandone el lugar, dejándola sin posibilidad de despedirse de sus amigos antes de que se fueran a los juegos.

### Sinsajo
Después de que Katniss destruyera la arena de los juegos y de que los rebeldes escapen, Effie es arrestada junto con el resto de aliados que tenían Katniss y Peeta en el Capitolio. Effie es la única de ellos en sobrevivir.
Tras la sentencia a muerte del presidente Snow, Effie es liberada por Haymitch y Plutarch Heavensbee. Es llevada al Distrito 13 para preparar a Katniss para la ejecución, y es incluida en la lista mental de Katniss de personas a las que se les otorgará inmunidad para que no sea asesinada por la presidente Alma Coin. Más tarde, Effie es testigo de cómo Katniss mata a Coin y el pueblo a Snow.

## En las películas
En la serie de cuatro películas a la que se adaptaron las películas, Effie fue interpretada por la actriz estadounidense Elizabeth Banks. Su rol fue mantenido casi sin cambios hasta la adaptación de dos partes del tercer libro, Los juegos del hambre: Sinsajo - Parte 1 y Los juegos del hambre: Sinsajo - Parte 2, donde se le dio un papel mayor.
En las películas, en lugar de estar bajo arresto en el Capitolio, se encuentra refugiada en el Distrito 13, asumiendo parte del papel de asistente de Plutarch Heavensbee que en las novelas era asumido por Fulvia Cardew.
La actriz Elizabeth Banks recibió nominaciones a distintos premios por su papel en la serie de películas.
| Ceremonia                      | Año  | Película                                 | Categoría                        | Resultado |
| ------------------------------ | ---- | ---------------------------------------- | -------------------------------- | --------- |
| MTV Movie Awards               | 2012 | Los juegos del hambre                    | Mejor transformación en pantalla | Ganadora  |
| MTV Movie Awards               | 2014 | Los juegos del hambre: en llamas         | Mejor transformación en pantalla | Nominada  |
| MTV Movie Awards               | 2015 | Los juegos del hambre: Sinsajo - Parte 1 | Mejor transformación en pantalla | Ganadora  |
| San Diego Film Critics Society | 2013 | Los juegos del hambre: en llamas         | Mejor actriz de reparto          | Nominada  |
| Teen Choice Awards             | 2012 | Los juegos del hambre                    | Roba escenas: mujer              | Nominada  |

## Descripción

### Física
Como ciudadana excéntrica del Capitolio, Effie tiene un interés único y extravagante por la moda y el diseño, y a lo largo de la serie se la ve utilizando atuendos coloridos y pelucas estilizadas. Después de los 74.° Juegos del Hambre, fue considerada un ícono de moda.
Effie también es distinguida por su marcado acento del Capitolio.

### Psicológica
Effie es algo ignorante de las penas y desgracias que se viven en los distritos, ya que es engañada por lo que el Capitolio quiere que vea. Es estricta con los modales y con ser «correcta», como es costumbre en el Capitolio.
Es perfeccionista y extremadamente puntual, sin embargo, también es conocida por ser alegre y jovial.
A medida que desarrolla su relación con Katniss y Peeta, se va dando cuenta de que no todo lo que dice el Capitolio es cierto, y de la crueldad con la que son tratados los distritos y la brutalidad de los Juegos del Hambre.